# Erich Gamma
Erich Gamma (* 13. März 1961 in Zürich) ist ein Schweizer Informatiker. Er wurde bekannt als Mitautor des Buches Design Patterns – Elements of Reusable Object-Oriented Software über Entwurfsmuster, das er basierend auf seiner Dissertation gemeinsam mit Richard Helm, Ralph Johnson und John Vlissides verfasste – auch Viererbande (Gang of Four) genannt. Gamma war Distinguished Engineer in der Rational Software Abteilung der IBM Software Group in Zürich, wo er am Projekt Jazz / Rational Team Concert arbeitete. Zuvor hatte er die Entwicklung der offenen Entwicklungsumgebung Eclipse geleitet. Seit dem 1. August 2011 ist Gamma für die Microsoft Corporation als Distinguished Engineer tätig. In dieser Rolle leitet er in Zürich ein Team, das die Produktion der Microsoft-Entwicklungsumgebung Microsoft Visual Studio Code unterstützt.
Gamma promovierte an der Universität Zürich in Informatik. Er arbeitete als Software-Ingenieur beim UBILAB (Forschungslabor der Schweizerischen Bankgesellschaft, heute UBS) und von 1993 bis 1995 bei Taligent. Gamma war einer der Hauptentwickler von ET++, einer portablen C++-Klassenbibliothek für die Entwicklung von interaktiven, grafischen Anwendungen. Gemeinsam mit Kent Beck implementierte er JUnit für die Programmiersprache Java.
Im Jahr 2006 erhielt er gemeinsam mit den anderen Mitgliedern der Viererbande (Gang of Four) den Dahl-Nygaard-Preis.

## Werke
- Erich Gamma, Richard Helm, Ralph Johnson, John Vlissides: Entwurfsmuster. Elemente wiederverwendbarer objektorientierter Software. Addison-Wesley, Bonn u. a. 1996, ISBN 3-89319-950-0 (englisch: Design Patterns – Elements of Reusable Object-Oriented Software.).
- Erich Gamma, Kent Beck: Eclipse erweitern. Prinzipien, Patterns und Plug-ins. Addison-Wesley, München u. a. 2004, ISBN 3-8273-2137-9 (englisch: Contributing to Eclipse. Principles, Patterns and Plugins.).